# E. W. Scripps Company
Pour les articles homonymes, voir Scripps.

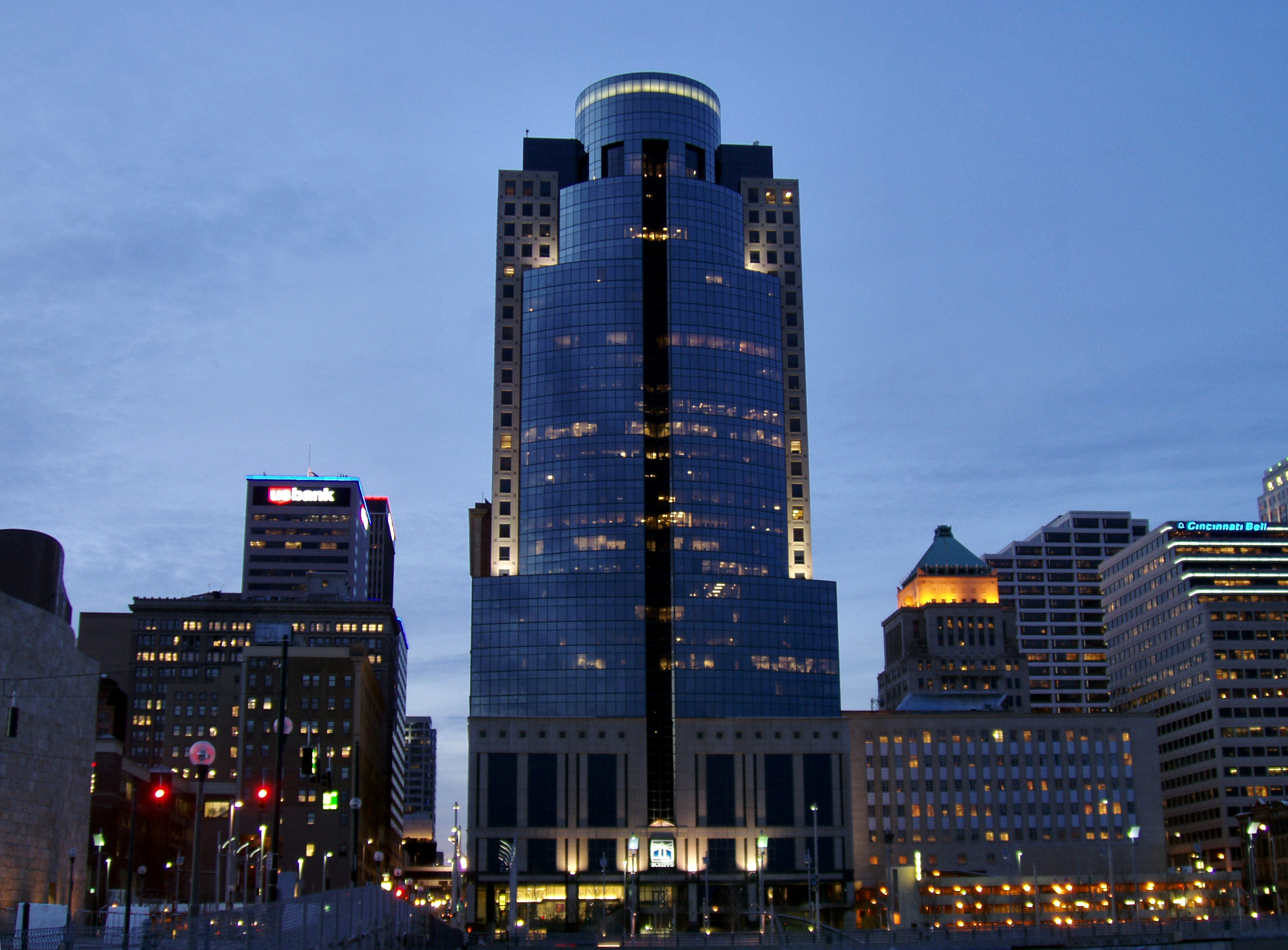
Le Scripps Center à Cincinnati.

E. W. Scripps Company est une entreprise américaine de média fondée le 2 novembre 1878 par Edward Willis Scripps (1854-1926) et son frère James Edmund Scripps (1835-1906), basée à Cincinnati dans l'Ohio. La société possède 14 journaux et 10 stations de télévisions.
Scripps-Howard a été historiquement un important groupe de médias aux États-Unis. Les accords de coopération qu'a très tôt proposé la famille Scripps aux différents journaux américains, pour mutualiser les coûts et réaliser des économies d'échelle tranchent, selon les historiens, avec les pures pratiques monopolistiques d'autres industries à l'époque du « gilded age ». La famille a aussi été très active dans la création de radios et d'agences de presse, capables d'animer la concurrence et de stimuler l'intérêt d'un très large public pour l'actualité internationale. En militant pour une presse quotidienne du soir, bon marché, respectueuse d'un minimum de neutralité, capable de combiner couverture locale et actualités internationales, tout en dénonçant les scandales de corruption, la famille a contribué à forger les mythes fondateur la presse américaine du XXe siècle, qui a produit des grands journaux régionaux de qualité, même si peu font partie de l'empire (The New York Times, Chicago Tribune, The Washington Post, Los Angeles Times, The Detroit News).

## Périmètre, scissions et changements de nom
L'Empire de presse a regroupé jusqu'à 32 quotidiens et des participations dans 15 autres, ce qui en fait le premier groupe américain de médias, ensuite doublé par celui de William Hearst et Thomson Financial. Il a aussi 10 télévisions, et une agence de presse mondiale et généraliste, UPI, qui a racheté en 1958 l'INS puis a été cédée en 1982. Bon marché, neutres dans leur contenu et riches en actualité internationale, ces journaux étaient créés, achetés ou associés, via une politique de soutien et d'encouragements à leurs dirigeants d'avant l'acquisition, puis souvent revendus.
Fondé depuis 1873 sur The Detroit News, son navire-amiral, l'Empire a connu cinq scissions, en 1889, 1900, 1908, 1929 et 1963, puis quatre autres cessions, en 1976, 1982, 1985 et 1988. Ses branches de Cleveland et San Diego se sont réunies en 1987. La première scission découle de l'éviction en 1889 d'Edward Willis Scripps par ses deux demi-frères. Onze ans après, le moins âgé des deux lui lègue cependant ses parts, ce qui entraîne un conflit avec l'aîné. En 1908, c'est le propre fils d'Edward Willis Scripps qui fait sécession, suivi à la fin des années 1920 par le plus brillant des petits-fils, contraint de partager en 1922 son héritage avec Roy W. Howard, un cadre du groupe, lorsque la "Scripps-MacRae League" est rebaptisée "Scripps-Howard". Leurs héritiers fusionneront avec l'empire en 1986.
La branche des héritiers fidèles à Edward Willis Scripps, basée dans l'Ohio, vend en Bourse son audiovisuel en 1963 et se rebaptise E. W. Scripps Company, puis s'introduit elle-même en Bourse en 1988, juste après avoir fusionné avec les deux branches d'héritiers californiens. La branche des héritiers de James Edmund Scripps, celle du Michigan, alliée depuis 1887 à George G. Booth, cède ses activités en deux temps: 1976 pour Booth newspapers et 1985 pour l'Evening News Association. L'E. W. Scripps Company, nommée ainsi depuis 1963, cotée en Bourse depuis 1988, rassemble aujourd'hui l'essentiel du groupe.

## Histoire
Les fondateurs sont quatre enfants de James Mogg Scripps, un relieur londonien venu en Amérique en 1844 après avoir perdu sa femme, qui s'est remarié et installé dans une ferme à Rushville, dans l'Illinois.
Né en 1835 à Londres, le fils aîné James Edmund Scripps (1835-1906) a neuf ans lorsqu'il arrive en Amérique. Il est d'abord apprenti chez un relieur puis commence sa carrière de journaliste au Chicago Tribune en 1857, avant de s'installer à Détroit en 1859, où il devient en 1862 directeur du Detroit Tribune puis du Detroit Daily Advertiser, détruit par un incendie en 1873. Avec l'indemnité des assurances, il fonde The Detroit News, dans lequel son frère George H. Scripps (1839-1900) prend 32 % du capital. Leur sœur Ellen Browning Scripps (1836–1936) s'implique dans la rédaction et rédige une colonne d'articles magazine, qui ont un grand succès. Tous trois aident financièrement, par des prêts et prises de participation, leur demi-frère Edward Willis Scripps, plus jeune, à fonder cinq ans plus tard le The Penny Press, à Cleveland dans l'Ohio. En 1882, James Edmund Scripps participe avec quatre autres quotidiens à la création de la « United Press (association) », agence de presse qui concurrence la New York Associated Press puis s'allie secrètement avec elle, avant de devoir finalement s'effacer devant une nouvelle Associated Press, unifiée en 1892 et procéder à une liquidation en 1897.
Edward Willis Scripps est nommé à la tête du groupe familial en 1887, puis écarté l'année suivante par ses deux demi-frères, plus âgés et plus fortunés. En 1889, il fonde un mini-groupe de 3 journaux, la "Scripps MacRae League", en associant au capital et à la direction l'un de ses cadres, Milton A. McRae (1858-1930). Ils sont rejoints par The Indianapolis Sun fondé un auparavant par cinq anciens journalistes de Cleveland.
Au même moment, la Pulitzer Publishing Association, de Joseph Pulitzer, actionnaire depuis 1879 du Saint-Louis Post-Dispatch, fait blocage à l'intégration d'un des titres d'Edward Willis Scripps, le Saint-Louis Chronicle, dans les abonnés au service général d'Associated Press, alors que Scripps avait menacé de se retirer si tous ses titres n'étaient pas admis, menace qu'il a mise à exécution.
Le groupe créée à son tour en 1897 une agence de presse sur la côte ouest, la Scripps-Blades News Association qui sera rebaptisée "Scripps News Association" en 1901. L'un de ses reporters, Kenneth Bellairs, du Saint-Louis Star est envoyé couvrir la seconde guerre des Boers. Entre-temps est apparue la "Publisher Press Association", à New York le 17 mars 1898 et qui sera ensuite intégrée à l'United Press.
À son décès en 1900, George H. Scripps lègue ses parts à Edward Willis Scripps. Le demi-frère James conteste cet héritage en justice. Un accord à l'amiable lui donne 100 % de The Detroit News mais il cède tout ce qui est hors-Detroit à Edward Willis Scripps, qui continue sa progression, créant en 1902 la "Newspaper Enterprise Association" (NEA), bourse aux illustrations, éditoriaux et articles sur le sport ou la mode puis réunit en 1907 quatre agences de presse en une seule, la United Press, forte de 369 journaux membres, pour chasser sur les terres de l'Associated Press, en profitant de Arrêt Inter Ocean Publishing contre Associated Press, qui autorise en 1900 un journal à adhérer à plusieurs agences concurrentes.
Entre temps, Ellen Scripps (1863-1948) fille de James Edmund Scripps, a épousé en 1887 George G. Booth. Leur fils aîné James Scripps Booth, fondera la Société automobile Scripps-Booth. Avec ses frères Edmund Wood Booth (1866-1927) et Ralph Harman Booth (1873-1931), George développe un autre groupe de presse familial, originaire de Toronto en rachetant ou créant eux aussi des quotidiens, formant l'Evening News Association, qui sera plus tard rebaptisé en "société Booth newspapers". Ils rejoindront en 1914 l'empire de presse familial fondé par son beau-père en 1873.
Edward Willis Scripps a cédé en 1908 la direction du groupe à son fils James G. Scripps, qui se brouille sept ans après avec son père, et fait scission avec 5 journaux du groupe, tous situés sur la côte Pacifique, ainsi le Dallas Dispatch. Du coup, c'est le petit-fils commun avec Milton A. McRae, John P. Scripps (1913-1989), qui est associé par anticipation à la succession en 1922 mais en faisant une part importante à un nouvel associé et dirigeant, Roy W. Howard, dont les projets en tant que président de l'agence United Press ont fait forte impression à Edward Willis Scripps. Ce choix sera à l'origine d'une brouille avec Milton A. McRae, préférant soutenir lui les projets du petit-fils commun, John P. Scripps, qui décide lui aussi de faire sécession en Californie.
À l'issue de la Première Guerre mondiale, Roy W. Howard avait été le premier journaliste à publier la nouvelle de l'Armistice de 1918, quatre jours avant qu'il ne soit annoncé officiellement. Une dépêche UPI du vendredi 7 novembre 1918 à 11 heures 56, cosignée par le PDG et le rédacteur en chef étranger William Philip Sims, alors à Paris, avait annoncé l'armistice, mais plusieurs médias refusent de la reprendre. Selon un historien, les procédures de vérification n'auraient pas été respectées. A 13heures, les opérations sont stoppées à Wall Street et les magasins ferment. Un cortège se forme dans New York sous les sirènes, les chants et les pluies de confetti.
Dans les années 1920, le groupe s'adapte très rapidement au succès de la TSF et fonde WWJ, première station de radio d'information continue, créée par William Edmund Scripps (1882-1952) et William John Scripps (1905-1965), les deux fils de James Edmund Scripps, tout en complétant par de nouvelles acquisitions son panel de quotidiens du soir. Roy W. Howard décide que United Press, désormais très solidement implantée sur le sol américain, peut concurrencer aussi l'agence Reuters au sein du Commonwealth : il crée en 1923 au Canada la British United Press, qui s'installe dès 1924 à Londres et réalise aussi des percées en Australie et en Inde. Il lance l'ACME Newspictures, une agence de reportage photo, les quotidiens commençant à en publier. Le succès de l'United Press bouleverse le Traité quadripartite des agences de presse, dont les 4 membres sont obligés d'ouvrir leurs marchés en signant l'Accord du 26 août 1927 sur l'information.
En 1959, United Press absorbe l'agence concurrente INS, marginalisée, qui ne reçoit que 5 % du nouvel ensemble, appelé United Press International. En 1962, le groupe est montré en exemple comme le seul empire de presse américain à toujours avoir été rentable depuis plus de 80 ans, mais il est endetté et doit procéder à l'introduction en Bourse de ses activités audiovisuelles.
Dans les années 1970, le développement de la télévision pénalise ses principaux clients, les journaux du soir, tandis que la concurrence de Reuters se fait plus forte. En 1980, United Press International concède avoir cumulé 24 millions de dollars depuis six ans. Elle est revendue en 1982 pour seulement un dollar. L'endettement accumulé oblige alors le groupe à décider une introduction en Bourse en 1988.

### Histoire récente
La société possédait plusieurs actifs dans les nouvelles technologies (Shopzilla) et les chaînes câblées (Home & Garden Television) qui ont été transférées dans une autre société en 2008, la Scripps Networks Interactive.
Le 3 octobre 2011, E. W. Scripps Company annonce l'achat de la division télévision de McGraw-Hill pour 212 millions de dollars.
En juillet 2014, E. W. Scripps et Journal Communications annoncent leur fusion et la scission de leurs activités dans la presse dans une nouvelle entreprise sous le nom de Journal Media Group.
En octobre 2015, Gannett, qui ne regroupe plus que des journaux dont USA Today, acquiert pour 280 millions de dollars Journal Media, issue de la fusion des journaux de E. W. Scripps Company et de Journal Communications.
En septembre 2020, E. W. Scripps annonce l'acquisition de Ion Media pour 2,68 milliards de dollars. En février 2021, iHeartMedia annonce l'acquisition de Triton Digital, spécialisée dans la publicité audio, pour 230 millions de dollars, à E. W. Scripps Company.

## Chronologie
- 1844 : la famille Scripps immigre aux États-Unis, sur une ferme dans l'Illinois
- 1859 : James Edmund Scripps (1835-1906), 24 ans, s'installe à Détroit
- 1862 : James Edmund Scripps (1835-1906) devient directeur du Detroit Tribune
- 1873 : James Edmund Scripps (1835-1906) fonde The Evening News, futur The Detroit News grâce aux indemnités après un incendie
- 1878 : Son demi-frère Edward Willis Scripps (1854-1926) fonde à 24 ans The Penny Press à Cleveland[17],et la société Scripps and Sweeney Co[18]. Avec 10 000 dollars, empruntés, il en a 20 %, tout comme son cousin George Sweeney. George H. Scripps et James Edmund Scripps ont 30 %, le second payant avec ses titres de The Detroit News[6].
- 1880 : il acquiert le Saint Louis Chronicle[19] et le Cincinnati Post, puis fonde sa première chaîne de journaux, avec d'autres titres de Détroit et Cleveland, mais ne conserve que le Cincinnati Post, les autres journaux le jugeant trop progressiste
- 1881 : la Postal Telegraph Company, créé pour concurrencer la Western Union de Jay Gould, fait baisser le prix du télégraphe
- 1882 : The Detroit News, journal de James Edmund Scripps, fonde la United Press (association) avec 4 autres quotidiens: Boston Globe,Chicago Herald, New York Daily News et Public Ledger
- 1884 : la Commercial Cable Company créée par James Gordon Bennett junior et John William Mackay, fait baisser encore plus le prix du télégraphe
- 1885 : la New York Associated Press noue un pacte secret avec la United Press (association)
- 1887 : la fille de James Edmund Scripps (1835-1906), Ellen Scripps (1863-1948), épouse George G. Booth (1864-1949). Cinq enfants dont deux héritiers et futurs dirigeants, Warren Scripps Booth (1894-1987) et Henry Scripps Booth (1897-1988)[20]
- 1887 : Edward Willis Scripps succède à son demi-frère à la tête du groupe familial[2]
- 1887 : James Edmund Scripps et George H. Scripps écartent Edward Willis Scripps de la tête du groupe familial, ne lui laissent que deux titres[21]
- 1888 : The Indianapolis Sun est créé par cinq anciens journalistes de The Penny Press (fondé dix ans auparavant par Edward Willis Scripps à Cleveland)[3]
- 1889 : James Edmund Scripps (1835-1906) fonde le Detroit Institute of Arts
- 1889 : aidé par Milton A. McRae, Edward Willis Scripps fonde la "Ligue Scripps-MacRae" pour 3 journaux détenus à Saint-Louis, Cincinnati et Covington (Kentucky). Il crée un service pour compléter les dépêches de la United Press (association)[22] de son demi-frère James Edmund Scripps. Il est rejoint par The Indianapolis Sun, fondé un an auparavant par cinq anciens journalistes de The Penny Press de Cleveland[3]
- 2 juillet 1890 : Sherman Anti-Trust Act, première loi anti-monopoles
- 1891 : le New York Sun and Tribune quitte la New York Associated Press pour la United Press (association)
- 1892 : la "United Press (association)" première version disparaît après la révélation de son pacte secret avec la NYAP
- 1895 : la "Ligue Scripps-MacRae" fondée en 1889 devient la "Scripps-McRae Press Association", une agence de presse télégraphique dans le Midwest[5]
- 1897 : Edward Willis Scripps créé une autre agence télégraphique, la Scripps-Blades News Association sur la côte ouest[5] qui sera rebaptisée "Scripps News Association" en 1901[2].
- 1898 : la "Publisher Press Association" est créée à New York par des journaux de la côte est. Rachetée, elle fusionnera avec les deux précédentes pour créer UPI
- 1900 : décès de George H. Scripps qui lègue ses parts à Edward Willis Scripps. Le demi-frère James conteste cet héritage en justice. Un accord à l'amiable lui donne 100 % de The Detroit News mais il cède tout ce qui est hors-Detroit[6]
- 1900 : Arrêt Inter Ocean Publishing contre Associated Press: un journal a enfin le droit d'exiger son adhésion à deux agences concurrentes
- 1902 : Edward Willis Scripps fonde la "Newspaper Enterprise Association" (NEA), bourse aux illustrations, éditoriaux et articles sur le sport ou la mode
- 1902 : il fonde les journaux Denver Express, Evansville Press, Pueblo Sun, Terre Haute Post, Dallas Dispatch, Portland News, Oklahoma News, Memphis Press, et Nashville Times, totalisant 34 titres dans 15 états
- 1903 : Ellen Browning Scripps (1836–1936) fonde la Scripps Institution of Oceanography, lui donne le nom de George H. Scripps
- 1906 : décès de James Edmund Scripps (1835-1906)
- 1907 : son demi-frère Edward Willis Scripps (1854-1926) fonde l'United Press avec 369 journaux recevant chacun 12000 mots par jour. Fondateur de The Penny Press en 1882 à Cleveland, il avait dès 1889 créé la "Ligue Scripps-MacRae", rebaptisée en 1895 "Scripps-McRae Press Association" et recentrée sur le "Midwest", puis en 1897 la Scripps-Blades News Association sur la côte ouest. Il reprend le nom de la United Press (association) fondée dès 1882 par son demi-frère James Edmund Scripps autour de The Detroit News, créé en 1878.
- 1908 : Edward Willis Scripps cède la direction à son fils James G. Scripps
- 1913 : la Société automobile Scripps-Booth fondée par l'artiste et ingénieur James Scripps Booth, fils aîné de George G. Booth
- 1914 : Ralph Harman Booth (1873-1931) apporte dans la corbeille familiale ses quotidiens, ceux de la Booth Publishing Company
- 1915 : Edward Willis Scripps se fait l'avocat passionné d'une intervention américaine aux côtés des alliés et déménage à Washington pour défendre cette cause
- 1915 : James G. Scripps se brouille avec son père, fait scission avec 5 journaux du groupe, tous situés sur la côte Pacifique, ainsi le Dallas Dispatch
- 7 novembre 1918 : Roy W. Howard annonce l'Armistice, bras droit d'Edward Willis Scripps. Pas de confirmation officielle
- 1er février 1919: The Detroit News rachète le Detroit Tribune
- 1920 : The Penny Press est rebaptisé Cleveland Press Depuis 1889, c'est le 1er tirage de Cleveland et franchit le seuil des 200 000 exemplaires vendus
- 1920 : lancement du "Science Service for newspapers". En 1922, Robert Paine Scripps (1895–1938), récupère les parts.
- 1920 : The Detroit News fonde WWJ, première station de radio d'information continue
- 21 novembre 1922: The Detroit News rachète le Detroit Journal
- 1922 : "The Indianapolis Sun", créé en 1888 par cinq anciens journalistes de Cleveland (Ohio) est racheté et rebaptisé Indianapolis Times, Roy W. Howard en prend la direction, qu'il conservera jusqu'en 1964
- 1922 : Roy W. Howard (1883-1964) devient l'associé de John P. Scripps, 5 ans, futur héritier d'Edward Willis Scripps, la "Scripps-MacRae League" est rebaptisée "Scripps-Howard"
- 1922 : fondation de la BBC
- 1922 : création de la Scripps National Spelling Bee, compétition annuelle où de jeunes doivent épeler des mots choisis par un jury.
- 1923 : les agences de presse européenne concurrencées sérieusement par Europa Radio et la BBC
- 1923 : United Press créé la British United Press au Canada puis à Londres
- 1923 : United Press signe un contrat avec l'Agence télégraphique russe, alias "Agence Rosta"
- 1925 : l'australien Keith Murdoch, fondateur du United Service lance une charge violente contre Reuters
- 1925 : succès de British United Press en Inde, vingt correspondants dès 1926
- 1925 : la Press Association britannique prend la majorité du capital de Reuters
- 1925 : le groupe détient 23 journaux américains[5]
- 1925 : fondation de l'ACME Newspictures, agence de reportage photo du groupe.
- 1926 : décès d'Edward Willis Scripps (1854-1926)
- 1929 : création de la société Booth newspapers
- 8 février 1934: Karl Bickel signe avec l'Associated Press, un accord qui prévoit qu'aucun des deux ne signera avec une agence de presse européenne qui refuserait de les servir l'une et l'autre
- 1936 : décès d'Ellen Browning Scripps (1836–1936), sœur de James Edmund Scripps (1835-1906)
- 1948 : décès d'Ellen Scripps (1863-1948), fille de James Edmund Scripps (1835-1906
- 1949 : décès de George G. Booth (1864-1949), mari Ellen Scripps (1863-1948)
- 1952 : le chiffre d'affaires dépasse 140 million de dollars, en hausse de 40 % en 4 ans et 180 % en 12 ans, mais marge modeste de 10 millions
- 1952 : cession de l'ACME Newspictures à United Press[23]
- 1953 : le petit-fils Charles E. Scripps devient président. Jack R.Howard, fils de Roy W. Howard, directeur
- 1959 : United Press fusionne avec l'agence International News Service, qui n'obtient que 5 % du capital et voit tous ses salariés licenciés[6]
- 1862 : Time Magazine souligne que c'est le seul empire de presse américain à toujours avoir été rentable depuis sa fondation 84 ans plus tôt[24].
- 1963 : introduction en Bourse de la branche audiovisuelle, nommée "Scripps Howard Broadcasting Company". Le reste est rebaptisé E.W. Scripps Company
- 1976 : Booth newspapers acquis par Advance Publications
- 1980 : United Press International cumule 24 millions de dollars de pertes en six ans
- 1982 : United Press International vendue à deux hommes d'affaires du Tennessee, Douglas Ruhe et William Geissler pour un dollar, après 5 millions de dollar d'effacement de dettes[23]
- 1985 : l'Evening News Association fusionnée avec le groupe Gannett
- 1986 : sous l'impulsion de John P. Scripps et trois autres cousins Charles, Ted, et Robert Scripps[25], fusion du groupe avec la branche californienne.
- 1987 : décès de Warren Scripps Booth (1894-1987)
- 1987 : décès d'Henry Scripps Booth (1897-1988)[20]
- 1987 : première publication de comptes, chiffre d'affaires 1,15 milliard de dollars, bénéfice 150 millions de dollars, pour 20 journaux et 9 télévisions[18]
- 1988 : introduction en Bourse[11]
- 2007 : décès du philanthrope Samuel H. Scripps (1927-2007), petit-fils d'Edward Willis Scripps (1854-1926)

## Journaux
- Times Record News (Wichita Falls, Texas)
- The Abilene Reporter-News (Abilene, Texas)
- The Commercial Appeal (Memphis, Tennessee)
- Evansville Courier & Press (Evansville, Indiana)
- The Gleaner (Henderson, Kentucky)
- Kitsap Sun (Bremerton, Washington)
- The Knoxville News-Sentinel (Knoxville, Tennessee)
- Naples Daily News (Naples, Floride)
- Stuart News (Stuart, Floride) acquis en 1965
- Ventura County Star (Camarillo, Californie)
- Vero Beach Press Journal (Vero Beach, Floride)
- San Angelo Standard-Times (San Angelo, Texas)
- Corpus Christi Caller Times (Corpus Christi, Texas)
- The Anderson Independent-Mail (Anderson, Caroline du Sud)
- Redding Record Searchlight (Redding, Californie)

## Télévision
| Ville de licence / Zone | Station | TAT / TNT | Détenue depuis | Affiliation  | Notes                                              |
| ----------------------- | ------- | --------- | -------------- | ------------ | -------------------------------------------------- |
| Détroit                 | WXYZ-TV | 7 / 41    | 1986           | ABC          | Achetée à American Broadcasting Company            |
| Phoenix                 | KNXV-TV | 15 / 56   | 1985           | ABC          |                                                    |
| Tampa - St. Petersburg  | WFTS-TV | 28 / 29   | 1986           | ABC          |                                                    |
| Cleveland - Akron       | WEWS-TV | 5 / 15    | 1947           | ABC          | Première station achetée par E. W. Scripps         |
| Baltimore               | WMAR-TV | 2 / 52    | 1991           | ABC          |                                                    |
| Kansas City             | KSHB-TV | 41 / 42   | 1977           | NBC          |                                                    |
| Lawrence                | KMCI-TV | 38 / 36   | 2001           | Indépendante |                                                    |
| Cincinnati              | WCPO-TV | 9 / 10    | 1949           | ABC          | Station fondée et détenue depuis sans discontinuer |
| West Palm Beach         | WPTV-TV | 5 / 55    | 1961           | NBC          |                                                    |
| Tulsa                   | KJRH-TV | 2 / 56    | 1971           | NBC          |                                                    |